# Rocha subvulcânica

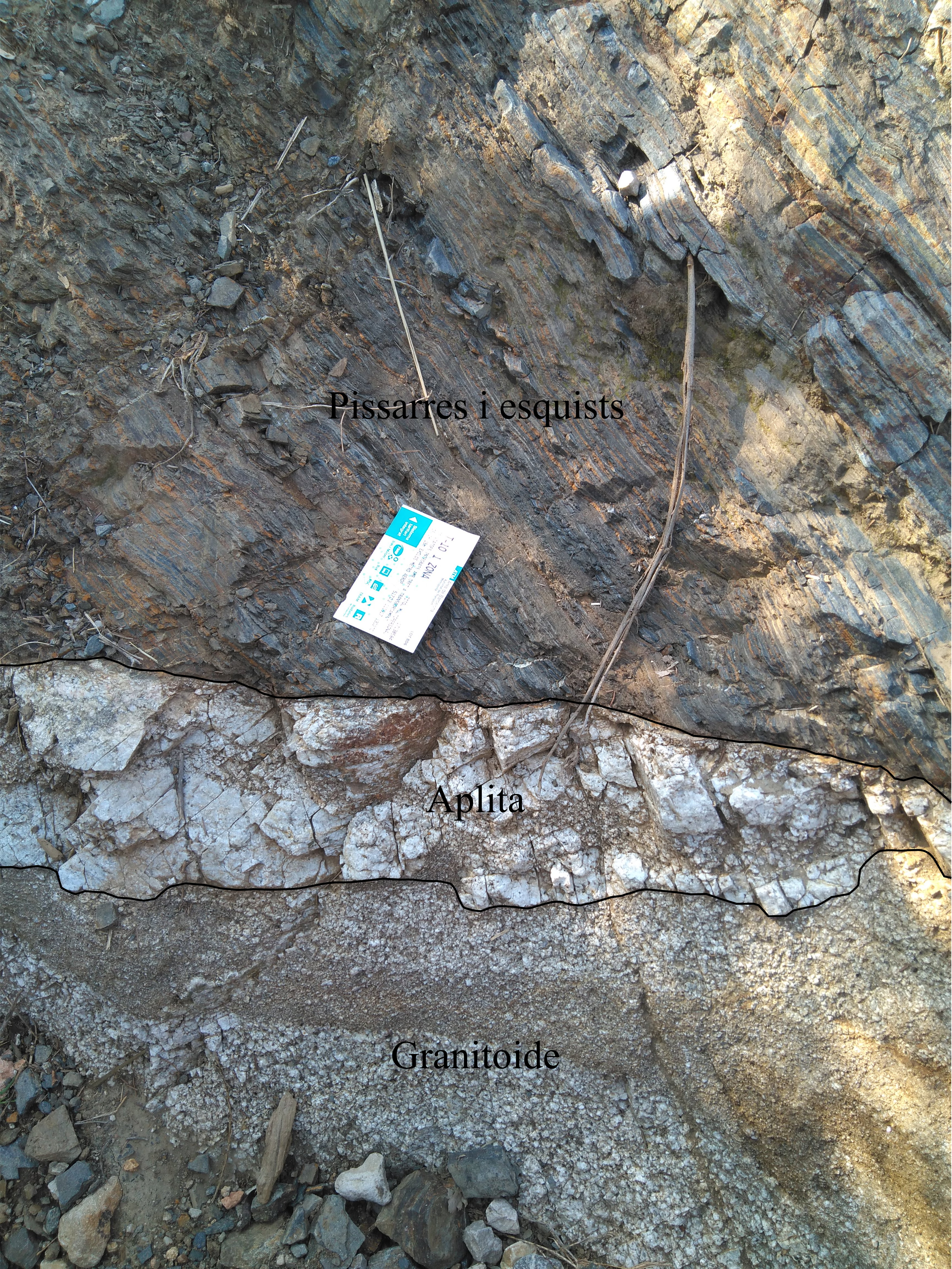
Contato entre rochas metamórficas, filonianas e plutônicas em Collserola, Barcelona.

Rocha subvulcânica, rocha filoniana ou rocha hipabissal, é a classificação utilizada em vulcanologia e em geologia estrutural para designar uma rocha ígnea que se origina a baixas profundidades dentro da crosta terrestre, tendo grão de tamanho médio e frequentemente textura porfírica. Estas rochas apresentam texturas que as situam numa posição intermédia entre as rochas vulcânicas e as rochas plutónicas. As rochas subvulcânicas mais comuns são o diábase e o pórfiro.

## Descrição
As rochas subvulcânicas são rochas intrusivas geradas pelo arrefeciemtno de magma a profundidades inferiores a 2 km dentro da crosta, apresentando um tamanho intermédio de grão e, frequentement, e uma textura porfirítica com características intermédias entre as rochas vulcânicas, que são rochas ígneas extrusivas, e as rochas plutónicas, que se formam muito mais profundamente na crusta.
As rochas subvulcânicas incluem o diábase (também conhecido como diabásio ou dolerito) e o pórfiro. Exemplos comuns de rochas subvulcânicas são o diábase, o quartzo dolerítico, o microgranito e o diorito.